# Hellmuth Strobel
Hellmuth Strobel (* 17. April 1905 in Wilhelmshaven; † 24. Dezember 1978) war ein deutscher Seeoffizier, zuletzt als Kapitän zur See in der Bundesmarine.

## Leben
Strobel trat mit der Crew 1924 in die Reichsmarine ein. Am 1. Juli 1930  wurde er zum Oberleutnant zur See befördert und 1931 auf das Torpedoboot T 156 bei der 2. Torpedoboothalbflottille versetzt.
1936 war er in der Kriegsmarine als Kapitänleutnant, am 1. Juli 1935 befördert, auf dem Kreuzer Leipzig Torpedooffizier. Von Oktober 1939, vorher war er Gruppenleiter in der Torpedoinspektion gewesen, bis August 1940 diente er als Nautischer Offizier auf der Schleswig Holstein, mit welcher er am Unternehmen Weserübung teilnahm und das später als Schulschiff eingesetzt wurde. Für zwei Monate war er Bevollmächtigter der Torpedoinspektion beim Kommandierenden Admiral Frankreich, bevor er im Oktober 1940 als Nautischer Offizier auf den leichten Kreuzer Köln wechselte. Ab April 1941 war er Erster Offizier an Bord. Ende März 1942 war er zusätzlich bis Ende Mai 1942 vertretungsweise Kommandant der Köln. Er kam als Referent in das Torpedowaffenamt des OKM. Im September/Oktober 1943 war er als Fregattenkapitän vertretungsweise Chef der Militärischen Abteilung im Torpedowaffenamt. Im März/April 1944 war er 1. Admiralstabsoffizier beim Befehlshaber der Ausbildungsverbände der Flotte. Nachdem der leichte Kreuzer Köln nach einem U-Boot-Angriff vom Februar 1943 bis März 1944 zur Reparatur gekommen war, wurde er ab April 1944 als Schulschiff wieder in Dienst gestellt, und Strobel war bis Ende Januar 1945 ihr Kommandant. Im November 1944 wurde der Fregattenkapitän Franz Maria Liedig, welcher als Erster Offizier auf der Köln diente, in Oslo aufgrund seiner Beteiligung 1938/39 an Umsturzplanungen gefangen genommen. Strobel sollte das Verschwinden der Mannschaft gegenüber damit begründen, dass Liedig für dringende Aufgaben in der Heimat „in Marsch gesetzt“ worden war, obwohl Liedig in der Folge in Berlin von der Gestapo verhört wurde, letztendlich den Krieg aber überlebte. Am 1. Oktober 1944 war Strobel zum Kapitän zur See befördert worden. Ab 12. Dezember 1944 war das Schiff nach einem Bombenangriff erneut zur Reparatur. Am 27. Januar 1945 abgelöst wird er kurz Chef des Stabes der Kampfgruppe Thiele, dann Hafenkommandant von Königsberg und später von Danzig.
Vom 20. April 1945 an war er letzter Seekommandant Ostpreußen. Da Pillau bereits zum 25. April 1945 fiel, wurde die Dienststelle kurz nach Strobels Dienstantritt aufgelöst. Strobel blieb aber bis zum Fall der Stadt Vorort, hatte ein Teil der Hafenanlagen sprengen und in der Nacht vor der Kapitulation noch etwa 20.000 Soldaten und 7.000 Verwundete über den Seeweg evakuieren lassen.
In der Bundesmarine war er ab Mai 1956 als Chef des Stabes mit der Aufstellung des Kommandos der Flottenbasis (Wilhelmshaven) und gleichzeitig mit der Wahrnehmung der Geschäfte des Kommandeurs beauftragt. Im Juni 1957 gab er das Kommando ab. Anschließend wurde er als Angehöriger der Marine Leiter der neu gebildeten Unterabteilung Fü B IV im Führungsstab der Bundeswehr (Fü B) im Bundesministerium der Verteidigung in Bonn. Zum August 1959 gab er die Leitung ab, welche anschließend mit Brigadegenerälen des Heeres besetzt wurde, und so übernahm 1960 der Brigadegeneral Johannes Härtel diese Aufgabe von Strobel. Strobel kam anschließend in den Führungsstab der Marine und war hier bis September 1963 Leiter der Unterabteilung IV (Logistik). 1960 reiste Strobel per Schiff für ein „Capt Naval Training“ in die USA. Die amerikanische Marine berichtete über die Schulung von deutschen Versorgungsoffizieren in den USA und bezeichnete in einem Beitrag Strobel als Chief of Logistics for the German Navy. Über seine weitere militärische Verwendung und sein weiteres Leben ist nichts bekannt.

## Werk
- Die Kämpfe um Pillau (20. April–25. April 1945). In: Der Landkreis Samland, Holzner, 1966, S. 715–720.